# Vuelta a Andalucía 2000
La Vuelta a Andalucía 2000,
quarantaseiesima edizione della corsa ciclistica, si svolse dal 13 al 17 febbraio 2000 su un percorso di 796 km ripartiti in 5 tappe. Fu vinta dallo spagnolo Miguel Ángel Peña della ONCE-Deutsche Bank davanti ai suoi connazionali Francisco Cabello e Aitor Garmendia Arbilla.

## Tappe
| Tappa  | Data        | Percorso                       | km  | Vincitore di tappa | Leader cl. generale |
| ------ | ----------- | ------------------------------ | --- | ------------------ | ------------------- |
| 1ª     | 13 febbraio | Almería > Almería              | 160 | Erik Zabel         | Erik Zabel          |
| 2ª     | 14 febbraio | Castell de Ferro > Benalmádena | 149 | Michele Bartoli    | Paolo Bettini       |
| 3ª     | 15 febbraio | Malaga > Peña Cabarga          | 165 | Miguel Ángel Peña  | Miguel Ángel Peña   |
| 4ª     | 16 febbraio | Cordova > Jaén                 | 185 | Santiago Blanco    | Miguel Ángel Peña   |
| 5ª     | 17 febbraio | Luque > Granada                | 137 | Jo Planckaert      | Miguel Ángel Peña   |
| Totale | Totale      | Totale                         | 796 |                    |                     |

## Dettagli delle tappe

### 1ª tappa
- 13 febbraio: Almería > Almería – 160 km

| Pos. | Corridore        | Squadra | Tempo    |
| ---- | ---------------- | ------- | -------- |
| 1    | Erik Zabel       | Telekom | 4h11'21" |
| 2    | Paolo Bettini    | Mapei   | s.t.     |
| 3    | David Etxebarria | ONCE    | s.t.     |

| Pos. | Corridore        | Squadra | Tempo    |
| ---- | ---------------- | ------- | -------- |
| 1    | Erik Zabel       | Telekom | 4h11'21" |
| 2    | Paolo Bettini    | Mapei   | s.t.     |
| 3    | David Etxebarria | ONCE    | s.t.     |

### 2ª tappa
- 14 febbraio: Castell de Ferro > Benalmádena – 149 km

| Pos. | Corridore       | Squadra | Tempo    |
| ---- | --------------- | ------- | -------- |
| 1    | Michele Bartoli | Mapei   | 4h06'40" |
| 2    | Johan Museeuw   | Mapei   | s.t.     |
| 3    | Paolo Bettini   | Mapei   | s.t.     |

| Pos. | Corridore        | Squadra | Tempo    |
| ---- | ---------------- | ------- | -------- |
| 1    | Paolo Bettini    | Mapei   | 8h18'01" |
| 2    | David Etxebarria | ONCE    | s.t.     |
| 3    | Erik Zabel       | Telekom | s.t.     |

### 3ª tappa
- 15 febbraio: Malaga > Peña Cabarga – 165 km

| Pos. | Corridore               | Squadra | Tempo    |
| ---- | ----------------------- | ------- | -------- |
| 1    | Miguel Ángel Peña       | ONCE    | 4h52'50" |
| 2    | Francisco Cabello       | Kelme   | a 22"    |
| 3    | Aitor Garmendia Arbilla | Banesto | a 26"    |

| Pos. | Corridore               | Squadra | Tempo     |
| ---- | ----------------------- | ------- | --------- |
| 1    | Miguel Ángel Peña       | ONCE    | 13h10'51" |
| 2    | Francisco Cabello       | Kelme   | a 22"     |
| 3    | Aitor Garmendia Arbilla | Banesto | a 23"     |

### 4ª tappa
- 16 febbraio: Cordova > Jaén – 185 km

| Pos. | Corridore          | Squadra       | Tempo    |
| ---- | ------------------ | ------------- | -------- |
| 1    | Santiago Blanco    | Vitalicio     | 4h30'29" |
| 2    | Erik Zabel         | Telekom       | a 4'23"  |
| 3    | Fabiano Fontanelli | Mercatone Uno | s.t.     |

| Pos. | Corridore               | Squadra | Tempo     |
| ---- | ----------------------- | ------- | --------- |
| 1    | Miguel Ángel Peña       | ONCE    | 17h45'43" |
| 2    | Francisco Cabello       | Kelme   | a 22"     |
| 3    | Aitor Garmendia Arbilla | Banesto | a 26"     |

### 5ª tappa
- 17 febbraio: Luque > Granada – 137 km

| Pos. | Corridore      | Squadra      | Tempo    |
| ---- | -------------- | ------------ | -------- |
| 1    | Jo Planckaert  | Cofidis      | 3h12'25" |
| 2    | Stefano Zanini | Mapei        | s.t.     |
| 3    | Andrei Tchmil  | Lotto-Adecco | s.t.     |

| Pos. | Corridore               | Squadra | Tempo     |
| ---- | ----------------------- | ------- | --------- |
| 1    | Miguel Ángel Peña       | ONCE    | 20h58'08" |
| 2    | Francisco Cabello       | Kelme   | a 22"     |
| 3    | Aitor Garmendia Arbilla | Banesto | a 26"     |

## Classifiche finali

### Classifica generale
| Pos. | Corridore                 | Squadra                          | Tempo     |
| ---- | ------------------------- | -------------------------------- | --------- |
| 1    | Miguel Ángel Peña         | ONCE-Deutsche Bank               | 20h58'08" |
| 2    | Francisco Cabello         | Kelme                            | a 22"     |
| 3    | Aitor Garmendia Arbilla   | Banesto                          | a 26"     |
| 4    | Peter Farazijn            | Cofidis                          | a 27"     |
| 5    | José Luis Rebollo Aguado  | Vitalicio Seguros-Grupo Generali | a 33"     |
| 6    | David Etxebarria          | ONCE-Deutsche Bank               | a 37"     |
| 7    | Frank Vandenbroucke       | Cofidis                          | s.t.      |
| 8    | Felix Manuel Garcia Casas | Festina                          | a 48"     |
| 9    | Juan Miguel Mercado       | Vitalicio Seguros-Grupo Generali | s.t.      |
| 10   | Michele Coppolillo        | Mercatone Uno-Albacom            | s.t.      |